# Campionati canadesi di sci alpino 1960
I Campionati canadesi di sci alpino 1960 si disputarono a Camp Fortune; furono assegnati i titoli di slalom gigante, slalom speciale e combinata, sia maschili sia femminili.

## Risultati

### Uomini

#### Slalom gigante
| Pos. | Atleta     | Nazione |
| ---- | ---------- | ------- |
| 1    | Fred Tommy | Canada  |
| ?    |            |         |
| ?    |            |         |

#### Slalom speciale
| Pos. | Atleta         | Nazione |
| ---- | -------------- | ------- |
| 1    | Arnold Midgley | Canada  |
| ?    |                |         |
| ?    |                |         |

#### Combinata
| Pos. | Atleta         | Nazione |
| ---- | -------------- | ------- |
| 1    | Arnold Midgley | Canada  |
| ?    |                |         |
| ?    |                |         |

### Donne

#### Slalom gigante
| Pos. | Atleta             | Nazione |
| ---- | ------------------ | ------- |
| 1    | Jacqueline Thibaul | Canada  |
| 2    | Vicki Rutledge     | Canada  |
| ?    |                    |         |

#### Slalom speciale
| Pos. | Atleta            | Nazione |
| ---- | ----------------- | ------- |
| 1    | Lois Lebouthiller | Canada  |
| ?    |                   |         |
| 3    | Vicki Rutledge    | Canada  |

#### Combinata
| Pos. | Atleta            | Nazione |
| ---- | ----------------- | ------- |
| 1    | Lois Lebouthiller | Canada  |
| ?    |                   |         |
| ?    |                   |         |